# Poblados del Oeste
Poblados del Oeste (en valenciano y oficialmente Pobles de l'Oest o Poblats de l'Oest) es el nombre que recibe el distrito número 18 de la ciudad de Valencia (España). Limita al norte con los municipios de Burjasot y Paterna, al este con Benicalap, al sur con Campanar (distrito) y al oeste con el municipio de Paterna. Está compuesto por dos barrios: Benimámet y Beniferri. Su población censada en 2022 era de 14.546 habitantes según el Ayuntamiento de Valencia.

## Política
Los Poblados del Oeste dependen del ayuntamiento de Valencia en consideración de distrito. Sin embargo, dada su condición de poblamiento rural, cuentan, de acuerdo con las leyes estatales y autonómicas pertinentes, con 1 alcalde de barrio que se encarga de velar por el buen funcionamiento de los barrios y de las relaciones cívicas, firmar informes administrativos y elevar al ayuntamiento de la ciudad las propuestas, sugerencias, denuncias y reclamaciones de los vecinos. La alcaldía de barrio se encuentra en Benimámet, dando servicio también a Beniferri.

## Patrimonio
- Iglesia de San Vicente Mártir de Benimámet (Església de Sant Vicent Màrtir): Es de nave única con bóveda de cañón con una sola torre. Fue erigida parroquia en 1536 y rehabilitada en 2005. Por dentro dispone de una abundante iconografía: Capilla bautismal, altar de la Virgen del Carmen, altar de la Inmaculada, altar de San Francisco de Paula, altar de la Virgen de los Desamparados, altar de la Virgen del Rosario, altar de la Virgen Dolorosa, Cristo de la Paz.[cita requerida]
- Iglesia de Santiago Apóstol de Beniferri (Església de Sant Jaume): Se trata de un edificio de fachada apiñonada, de una sola nave y cubierto por bóveda de cañón de cuatro tramos, incluido el coro. Es de estilo barroco tardío, aunque con influencias neoclásicas. Se restauró hacia 1802 al construirse un nuevo presbiterio y decorándose el interior, a la vez que se derribaba la espadaña. La torre, relativamente alta, es de planta cuadrada y ladrillo visto.[4]